# Ruginoasa (okręg Buzău)
Ruginoasa – wieś w Rumunii, w okręgu Buzău, w gminie Brăești. W 2011 roku liczyła 70 mieszkańców.